# Filippo Messori
Filippo Messori (ur. 12 listopada 1973 w Modenie) – włoski tenisista.

## Kariera tenisowa
Karierę zawodową Messori rozpoczął w 1994 roku, a zakończył w 2002 roku.
W grze podwójnej Włoch wygrał jeden turniej kategorii ATP World Tour, w 1997 roku w San Marino, oraz osiągnął dwa finały, w 1997 roku w Estoril i rok później w Casablance.
W rankingu gry pojedynczej Messori najwyżej był na 138. miejscu (8 lipca 1996), a w klasyfikacji gry podwójnej na 63. pozycji (11 sierpnia 1997).

### Finały w turniejach ATP World Tour
| Nazwa                        |
| ---------------------------- |
| Wielki Szlem                 |
| Igrzyska olimpijskie         |
| ATP Tour World Championships |
| ATP Masters Series           |
| ATP Championship Series      |
| ATP World Series             |

#### Gra podwójna (1–2)
| Końcowy wynik | Nr | Data             | Turniej    | Nawierzchnia | Partner         | Przeciwnicy                       | Wynik finału |
| ------------- | -- | ---------------- | ---------- | ------------ | --------------- | --------------------------------- | ------------ |
| Finalista     | 1. | 13 kwietnia 1997 | Estoril    | Ceglana      | Andrea Gaudenzi | Gustavo Kuerten Fernando Meligeni | 2:6, 2:6     |
| Zwycięzca     | 1. | 10 sierpnia 1997 | San Marino | Ceglana      | Cristian Brandi | Brandon Coupe David Roditi        | 7:5, 6:4     |
| Finalista     | 2. | 29 marca 1998    | Casablanca | Ceglana      | Cristian Brandi | Andrea Gaudenzi Diego Nargiso     | 4:6, 6:7     |